# Academia das Ciências de Berlim
Academia das Ciências de Berlim, anteriormente denominada Preußische Akademie der Wissenschaften e hoje conhecida por Berlin-Brandenburgische Akademie der Wissenschaften, é uma sociedade científica com sede em Berlim.
A BBAW foi fundada em 1992 por meio de tratado formal entre os governos de Berlim e Brandenburgo, com base em várias academias mais antigas, incluindo a histórica Academia Prussiana de Ciências de 1700 e a Academia de Ciências da Alemanha Oriental da República Democrática Alemã de 1946. Algumas personalidades que já fizeram parte da Academia são: os Irmãos Grimm, Wilhelm e Alexander von Humboldt, Lise Meitner, Theodor Mommsen, Albert Einstein e Max Planck. A BBAW já teve como membros mais de 78 laureados do prêmio Nobel.
A BBAW opera vários centros de pesquisa. Os projetos incluem a compilação de grandes dicionários; edição de textos da história antiga, medieval e moderna; e edição da literatura clássica de diversos campos. Exemplos relevantes incluem Inscriptiones Graecae, o Corpus Inscriptionum Latinarum, o Dicionário alemão (alemão: Deutsches Wörterbuch), o Dicionário egípcio antigo (Altägyptisches Wörterbuch), a bibliografia de obras de Alexander von Humboldt e uma edição acadêmica das obras de Ludwig Feuerbach.

## História

### Sociedade de Ciências (1700-1752)
As raízes da BBAW remontam à Sociedade Eleitoral de Ciências de Brandemburgo (em alemão: Kurfürstlich Brandenburgische Sozietät der Wissenschaften), fundada em 1700 por Gottfried Wilhelm Leibniz sob o patrono de Frederico I da Prússia. A instituição foi criada com o princípio de unir as ciências naturais e as humanidades, tornando-se um protótipo para outras academias em toda a Europa. A ascensão do campo da física pode ser genealogicamente rastreada até este período da Academia, assim como a matemática europeia moderna.

### Academia Real (1752-1918)
Sob o comando de Frederico, o Grande, um patrono entusiasta, a Academia alcançou uma relevância ainda maior. Em 1752, fundiu-se com a Nouvelle Société Littéraire para formar a Academia Real de Ciências (alemão: Königliche Akademie der Wissenschaften). A nova Academia atraiu cientistas e filósofos proeminentes, incluindo Immanuel Kant, que publicou trabalhos que seriam censurados toda a  Europa. Embora tenha sido um importante centro durante o  Iluminismo, , a Academia não gozava de total liberdade devido ao seu patrocínio que provinha da realeza. Os escritos políticos ali produzidos ao longo do século XVIII argumentavam os méritos das monarquias sobre as repúblicas, alertavam contra a Revolução Francesa e defendiam a Prússia contra acusações de que esta era despótica. No século XIX os irmãos von Humboldt reorganizaram a Academia em linhas mais abertas. Desse modo, proeminentes  pensadores críticos como Theodor Mommsen, Friedrich Wilhelm Joseph Schelling e Friedrich Schleiermacher foram  membros ativos por muitas décadas

### Academia Prussiana (1918-1933)
Com o colapso da monarquia alemã em 1918, a Academia Real foi rebatizada de Academia Prussiana de Ciências (em alemão: Preußische Akademie der Wissenschaften). Durante este período, alcançou fama internacional e seus membros incluíam acadêmicos renomados em suas áreas, como Albert Einstein, Max Planck, Hermann Diels e Ernst Bloch.

### Alemanha Nazista (1933-1945)
Durante o período nazista, assim como aconteceu em todas as instituições na Alemanha, a Academia ficou sujeita à "Lei para a Restauração do Serviço Civil Profissional". Como resultado, funcionários judeus e oponentes políticos foram expulsos. Em 1933, Albert Einstein renunciou antes de ser expulso e Max Planck, presidente da Academia na época, foi coagido a apoiar publicamente o socialismo nacionalista. No entanto, apesar da resistência inicial, com o tempo a Academia e muitos de seus cientistas tornaram-se favoráveis aos nazistas. Novos estatutos em 1938 reorganizaram a Academia de acordo com o princípio do Führer, o que fez com que Planck renunciasse à presidência em protesto. O matemático Theodor Vahlen, fundador do movimento anti-semita Deutsche Mathematik, tornou-se então o presidente da Academia No final da guerra, a reputação da Academia foi destruída e muitos de seus cientistas  foram estigmatizados. Planck morreu em 1947

### História Recente (1946-presente)
Após a Segunda Guerra Mundial, o que restou da Academia acabou na Zona de Ocupação Soviética. Reaberta pelos russos em 1946 como Academia Alemã de Ciências em Berlim (em alemão: Deutsche Akademie der Wissenschaften zu Berlin), a instituição passou a localizar-se no edifício da Companhia Marítima Prussiana no Gendarmenmarkt em 1949. A Academia foi rebatizada como Academia da Ciências da República Democrática Alemã (em alemão: Akademie der Wissenschaften der DDR) ou AdW em 1972, quando tinha mais de 400 membros e 24 000 funcionários. Após a reunificação da Alemanha, a AdW foi dissolvida em dezembro de 1991 devido ao seu papel controverso no apoio ao regime da Alemanha Oriental. Em agosto de 1992, o BBAW foi reconstituída por um tratado interestadual entre as assembléias representativas de Berlim e Brandenburg usando o modelo original da antiga Academia Prussiana. Atualmente, sua sede está localizada no antigo prédio da AdW, com projetos especiais conduzidos na antiga Academia Prussiana na Unter den Linden. A instituição também tem um terceiro escritório em Potsdam

## Pesquisa
A Academia patrocina  projetos diversos projetos interdisciplinares, de longo prazo e com financiamento externo. Isso inclui grandes dicionários de alemão e de línguas estrangeiras; publicações histórico-críticas de textos antigos, medievais e modernos; e edição e interpretação da literatura clássica por estudiosos de diversos campos acadêmicos. Em 2012, a BBAW foi o lar de 47 grandes projetos, os mais notáveis incluem:
- Projeto de pesquisa Alexander von Humboldt (alemão:Alexander-von-Humboldt-Forschung):a iniciativa de pesquisa concentra-se na correspondência e nos diários de Alexander von Humboldt escritos durante sua famosa viagem à América (1799-1804).
- Corpus Inscriptionum Latinarum
- O dicionário de Egípcio Antigo (alemão: Altägyptisches Wörterbuch): Um corpus de 3 000 anos disponível ao público online e continuamente atualizado[11]
- O Dicionário Alemão (Alemão: Deutsches Wörterbuch), iniciado pelos Irmãos Grimm[12]
- O Dicionário Goethe (alemão: Goethe-Wörterbuch): Um projeto de história conceitual que interpreta as obras de Goethe, contendo 3,2 milhões de citações e 93 000 entradas
- Inscriptiones Graecae: coleta e edita todas as inscrições gregas antigas da Europa
- As Obras Completas de Marx e Engels (alemão: Marx-Engels-Gesamtausgabe)
- Monumenta Germaniae Historica: publica materiais de referência para a história constitucional do Sacro Império Romano do século XIV
- Schleiermacher: Edição Crítica das Obras Completas (Alemão: Schleiermacher: Kritische Gesamtausgabe): A edição oficial da correspondência de Friedrich Schleiermacher foi editada pela BBAW desde 1979

### Centros de Pesquisa
A Academia estabeleceu vários centros de pesquisa ao longo do tempo, incluindo centros de pesquisa básica, linguagem e história. Cada um busca reunir conhecimentos de vários campos com o objetivo de melhorar a cooperação entre instituições universitárias e não universitárias e estimular a inovação em pesquisa regional e internacional. Em 2012, a BBAW operou três desses centros.
- Zentrum Grundlagenforschung Alte Welt: um centro de pesquisa de fontes primárias do mundo antigo[14]
- Zentrum "Preußen-Berlin": O Centro de Pesquisa "Prussia-Berlin", um amálgama de projetos sobre história e cultura  Prússia e Berlim
- Sprache: The Language Research Centre

## Instalações e financiamento
A BBAW opera em três locais em Berlim e seus arredores:
Sede
- Jägerstrasse 22/23

10117 Berlin
- Prédio da Antiga Academia de Ciências da Prússia

Unter den Linden 8
10117 Berlin
- Novo prédio

Neuen Markt 8
14467

Os recursos da Academia provém principalmente dos estados de Berlim e Brandemburgo. Outra parte significativa de suas pesquisas é financiada pelos governos federal e estadual da Alemanha.

## Salon Sophie Charlotte
O Salão Sophie Charlotte é um evento noturno público organizado pela BBAW que reúne acadêmicos de renome e o público em geral. Ser selecionado como palestrante ou palestrante acadêmico é considerado de grande prestígio. O número de visitantes aumentou ao longo dos anos para até 3.000 visitantes (2017), incluindo acadêmicos, intelectuais públicos e políticos como a chanceler Angela Merkel.
O epônimo do salão é Sophia Charlotte de Hanover (1668–1705), rainha consorte na Prússia como esposa do rei Frederico I., que iniciou, junto com Gottfried Wilhelm Leibniz, a fundação da academia científica em Berlim em 1700. Em sua propriedade Lietzow (Charlottenburg), perto de Berlim, residia Sophia, que tinha uma grande paixão pela filosofia e salões de espírito livre, que formavam um mundo contrário à rígida etiqueta da Prússia como um ponto de encontro social para discussões, leituras ou eventos musicais.
O evento acontece no prédio da academia do BBAW no Gendarmenmarkt de Berlim. Todos os anos é organizado com um foco temático diferente.
- 2006: Pontapé inicial (Auftaktveranstaltung)
- 2007: Europa no Oriente Médio – O Oriente Médio na Europa (Europa im Nahen Osten – Der Nahe Osten in Europa)
- 2008: Você conhece a Prússia - mesmo? (Kennen Sie Preußen – wirklich?)
- 2009: A evolução dá as boas vindas aos seus filhos (Die Evolution empfängt Ihre Kinder)
- 2010: Fugir do espanto? (Flucht vor dem Staunen?)
- 2011: Reciprocidade. Patronos e doadores das ciências e das artes (Gegenliebe. Gönner und Geber der Wissenschaften und der Künste)
- 2012: Artefatos. Conhecimento é arte. Arte é conhecimento. (Artefakte. Wissen ist Kunst – Kunst ist Wissen)
- 2013: A ciência e o amor (Die Wissenschaft und die Liebe)
- 2014: Europa - um lugar do futuro (Europa – ein Zukunftsort)
- 2015: Coloque na luz (Ins Licht gerückt)
- 2016: Nós vivemos no melhor de todos os mundos possíveis? (Leben wir in der besten aller möglichen Welten?)
- 2017: Rebeliões, revoluções ou reformas? (Rebellionen, Revolutionen oder Reformen?)
- 2018: Linguagem (Sprache) [18]

## Medalhas, premiações e palestras
A Academia concede várias medalhas e prêmios científicos e recebe palestras de prestígio.

### Medalhas

#### Medalha Helmholtz
Medalha Helmholtz é um prêmio entregue a cada dois anos pela Academia de Ciências e Humanidades de Berlim-Brandenburgo por contribuições importantes nos campos de humanidades, ciências sociais, matemática, ciências naturais, biologia, medicina e engenharia. Foi concedido pela primeira vez em 2 de junho de 1892 ao fisiologista Emil Du Bois-Reymond, ao físico Lord Kelvin e ao matemático Karl Weierstraß.

##### Vencedores contemporâneos
- 2010: Niels Birbaumer
- 2008: Peter Wapnewski
- 2006: Günter Spur
- 2004: Hans-Ulrich Wehler
- 2002: Friedrich Hirzebruch
- 2000: Jürgen Habermas
- 1998: Roger Penrose
- 1996: Noam Chomsky
- 1994: Manfred Eigen[20]

#### Medalha Leibniz
Reconhecimento anual concedido a indivíduos ou grupos por serviços especiais de apoio à pesquisa científica. Foi entregue pela primeira vez ao colecionador de arte de Berlim James Simon, patrono de escavações arqueológicas e de museus.

### Premiações
Prêmio da Academia: Um prêmio bienal de 50.000 euros concedido pela BBAW por realizações científicas excepcionais por indivíduos ou grupos em qualquer campo disciplinar.
Prêmio da Academia (doado pela Fundação Commerzbank): 30.000 euros concedidos a cada dois anos por conquistas científicas excepcionais na área de pesquisa em princípios jurídicos e econômicos.
Prêmio da Academia (doado pela Fundação Monika Kutzner): Concedido anualmente para novos pesquisadores por conquistas científicas de destaque na área de pesquisa do câncer. Inclui 10.000 euros.
Prêmio de Ciências da Engenharia (doado pela BIOTRONIK): O prêmio é concedido para conquistas notáveis em engenharia por jovens engenheiros e cientistas em pesquisa ou indústria. Foi atribuído pela primeira vez em 2010 e inclui um prémio monetário de 10.000 euros.
Prêmio Walter de Gruyter: Concedido a cada dois anos por conquistas notáveis em uma área temática coberta pela editora Walter de Gruyter, preferencialmente humanidades. O prêmio em dinheiro é oferecido pela Fundação Walter de Gruyter.
Prêmio da Academia (doado pela Fundação Peregrinus - Rudolf Meimberg): Inclui um prêmio em dinheiro de 8.000 Euros e pode ser concedido a cada dois anos por realizações notáveis de estudiosos dos países do Leste e Sudeste da Europa. Os premiados devem poder ser considerados jovens em relação às suas realizações.

### Palestras
A cada ano, um importante cientista internacional é selecionado pela Academia para apresentar uma palestra que comemora as conquistas de Paul Baltes na pesquisa psicológica e suas contribuições para a psicologia. A série de palestras é organizada pelas universidades Universidade Livre de Berlim, Universidade Humboldt de Berlim, Universidade Técnica de Berlim e Universidade de Potsdam em colaboração com a Sociedade Max Planck, e é apoiada pela Fundação Margret M. e Paul B.

## Publicações
Tratando-se de um grande instituto de pesquisa em humanidades, a Academia publica as edições, materiais documentais e dicionários produzidos por suas pesquisas de longo prazo. O trabalho dos Grupos de Pesquisa Interdisciplinares produz relatórios de pesquisa, posicionamentos e orientações sobre questões importantes para o futuro. O anuário da Academia (Jahrbuch) e a série de debates (Debatten) contém contribuições dos membros da Academia.

Como parte de sua política de acesso aberto, a Academia opera um servidor e-doc desde 2006, a partir do qual documentos de texto e outras mídias, como material de som e filme, são disponibilizados publicamente em uma Biblioteca Digital. Por meio de uma pesquisa de texto, as publicações individuais da Academia são facilmente acessíveis e podem ser acessadas on-line por qualquer pessoa interessada. 